# Allure (rivista)
Allure è una rivista di moda statunitense fondata nel 1991 a New York.

## Storia
Nelle copertine recenti sono apparse star come Victoria Beckham, Britney Spears, Jessica Simpson, Lindsay Lohan, Eva Longoria, Christina Aguilera, Katie Holmes, Hilary Duff, Ashley Tisdale.